# Julia Penelope
Julia Penelope (19 juin 1941, Miami - 19 janvier 2013) est une linguiste, auteure et philosophe américaine. Elle est membre d'un mouvement international de penseurs critiques sur les questions lesbiennes et féministes. 

## Biographie
Julia Penelope Stanley est née au Jackson Memorial Hospital de Miami, en Floride. Elle est la fille de Frederick William Stanley et de Frances Stanley. Elle se décrit elle-même comme une « lesbienne ratée, blanche, grosse, virile et issue de la classe ouvrière ». Face à ce constat personnel, elle entame ce qu'elle appelle « la révolte ».  
En 1959, Julia Penelope est suspendue de la Florida State University à Tallahassee en raison de son homosexualité. Elle est alors transférée à l'université de Miami, où, huit semaines plus tard, des enquêtes du Comité d'enquête Charlie Johns sur le communisme et l'homosexualité conduisent à son expulsion pour soupçon de lesbianisme. En 1956, elle obtient un baccalauréat en anglais et en linguistique du City College of New York, puis poursuit des études supérieures à l'université du Texas. Diplômée d'un doctorat en linguistique anglaise, elle déménage à  Athens en 1968, pour son premier poste d'enseignante.  
En 1971, Julia Penelope intègre comme professeure l'université du Nebraska à Lincoln, où elle travaille pendant onze années. Malgré ses années d'expérience, les promotions lui sont refusées en raison de  ses recherches sur le lesbianisme jugées « trop étroites ». Julia Penelope est  l'une des premières boursières à enseigner des cours d'études féministes, notamment des romans lesbiens du XXe siècle et une approche de la critique littéraire féministe.   

## Activisme
Militante engagée, Julia Penelope assiste à la première conférence de la Gay Academic Union en 1973 au City College of New York. Elle est nommée déléguée à la Conférence nationale des femmes à Houston en 1977, et elle participe aux réunions de planification qui ont conduit à la fondation des Lesbian Herstory Archives. Elle fonde plusieurs groupes d'activistes, dont le Lincoln Legion of Lesbians et le mouvement Lesbians for Lesbians,,. 
Julia Penelope dénonce l'invisibilité des intellectuelles et professeures lesbiennes au sein des différentes académies. Son engagement conduit Adrienne Rich, Audre Lorde, Mary Daly, Pat Parker, Chrystos et d'autres femmes à intégrer l'université du Nebraska. Elle encourage également Catherine Nicholson et Harriet Desmoines à amener la revue lesbienne-féministe Sinister Wisdom à Lincoln. En 1977, lors de la convention de la Modern Languages Association (MLA) à Chicago, elle organise le panel des langues et littératures lesbiennes avec Mary Daly, Audre Lorde, Judith McDaniel et Adrienne Rich en tant que conférencières. 
En 1988, Julia Penelope co-édite avec Sarah Lucia Hoagland, la première anthologie sur le séparatisme lesbien, For Lesbians Only: A Separatist Anthology. En tant que séparatiste lesbienne, Julia Penelope ne fait pas l’humanité auprès des mouvements lesbiens critiquant notamment le sadomasochisme et d'autres pratiques sexuelles au sein des communautés homosexuelles. Selon l'Encyclopedia of Lesbian and Gay Histories and Cultures, lassée des querelles internes au sein des luttes lesbiennes, elle se retire de toutes actions militantes.  
Elle témoigne dans le documentaire Lesbiana : A Parallel Revolution de Myriam Fougère réalisé en 2012.  

## Engagement politique
Julia Penelope s'installe à Lubbock, au Texas, où elle poursuivit sa carrière en tant que lexicographe indépendante et correctrice. Elle fonde le parti vert du comté de Lubbock, et se présente au Congrès en tant que candidate verte aux élections spéciales du 19e district parlementaire du Texas en 2003. Son programme met l'accent sur la protection de l'environnement, l'opposition à la guerre d'lrak ainsi que sur la défense des droits de l'homme. 

## Héritage
Dans les dernières années de sa vie, Julia Penelope travaille à l'édition de contenus pour de presse dite commerciale. Ses publications sont archivées dans la bibliothèque Rubenstein de l'université Duke. Celles-ci ont été acquises dans le cadre du Sallie Bingham Center for Women's History and Culture.  